# Visviri
Visviri är en ort i Chile.   Den ligger i provinsen Provincia de Parinacota och regionen Región de Arica y Parinacota, i den norra delen av landet, 1 800 km norr om huvudstaden Santiago de Chile. Visviri ligger 4 083 meter över havet och antalet invånare är 265.
Terrängen runt Visviri är platt åt nordost, men åt sydväst är den kuperad. Trakten runt Visviri är nära nog obefolkad, med mindre än två invånare per kvadratkilometer.. Det finns inga andra samhällen i närheten. 
Omgivningarna runt Visviri är i huvudsak ett öppet busklandskap.